# Sanfte Augen lügen nicht
Sanfte Augen lügen nicht (Originaltitel: A Stranger Among Us) ist ein US-amerikanisches Filmdrama aus dem Jahr 1992. Der Kriminalfilm gibt tiefe Einblicke in das Leben innerhalb einer jüdischen Gemeinde. Der Regisseur Sidney Lumet hat selbst jüdische Wurzeln. 
Der Film wurde in Deutschland auch unter dem englischen Titel Strangers vermarktet, wohl um ein jugendliches Publikum anzusprechen.

## Handlung (Zusammenfassung)
Im Diamantenbezirk von New York wird ein junges Mitglied der jüdischen Gemeinschaft der Chassidim in seinem New Yorker Büro brutal ermordet. Es gibt keine Anzeichen eines Kampfes, keine Fingerabdrücke und keinerlei Hinweise auf den Täter. Mit der Untersuchung wird Detective Emily Eden vom Morddezernat des New York City Police Departments betraut, deren Partner nach einem Schusswechsel im Spital liegt. Nach einer ersten Befragung der Familienmitglieder und engsten Freunde des Ermordeten steht für Detective Eden fest, dass das Opfer seinen Mörder gekannt haben muss, denn das Alarmsystem war ausgeschaltet, und verschwunden sind drei Beutel mit Diamanten im Wert von 720.000 US-Dollar. Um dem Täter auf die Spur zu kommen, schlägt sie den einzig ihr sinnvollen erscheinenden Weg ein, mit den Chassidim zu leben und Einblick in deren Kultur und Glauben zu erhalten. Der Rabbi willigt ein, und sein Adoptivsohn Ariel und dessen Schwester Leah führen sie in das Leben der ultra-orthodoxen Gemeinde ein. Das Leben in der Gemeinschaft, die für die New Yorkerin beeindruckende menschliche Nähe, Lebensfreude und Freundlichkeit der Gemeinde, die Erfahrungen des Rebbe während des Holocausts und die Gemeinsamkeiten, in einer solchen Welt dennoch das Gute sehen zu können, verändern Emily und ihr Leben. Sie verliert ihr Hauptziel bis zur Aufklärung des Mords nicht aus den Augen, kommt aber auch Ariel, dem Zaddik der chassidischen Gemeinschaft, und seiner Schwester trotz der kulturellen Unterschiede näher und findet den Täter.

## Kritiken
Kino.de meinte, „Altmeister Sidney Lumet erkundet erneut eine kulturelle Randgruppe des Big Apple und bewegt sich damit thematisch etwa auf dem gleichen Terrain wie Peter Weirs Meisterwerk Der einzige Zeuge. Lumet rückt jedoch die Krimihandlung in den Hintergrund und widmet sich ausführlich und mit imposanten Bildern dem Aufeinanderprallen der gegensätzlichen Kulturen ... Aussichtsreiche Krimikost mit kulturellem Tiefgang.“

„Ein hervorragend inszenierter und besetzter Thriller, der seinen Reiz aus der Begegnung mit der fremden Welt der religiösen Gemeinde der Chassidim bezieht. Weniger an äußerer Spannung als an der Entfaltung der verschiedenen Aspekte der chassidischen Kultur interessiert.“

Cinema schreibt, „der Krimi ist eher spannungsarm und Griffith keine Idealbesetzung. Zumindest ihr Wandlungsprozess berührt. Fazit: Lahme Variante von ‘Der einzige Zeuge’“.

## Auszeichnungen
- 1992 Cannes Film Festival: Palme d'Or für Sidney Lumet, Nomination.[4][5]
- 1992 International Fantasy Film Award: Best Film für Sidney Lumet, Nomination.[4]
- 1993 Goldene Himbeere: Worst Actress für Melanie Griffith.[4]
- 1993 Goldene Himbeere: Worst Supporting Actress für Tracy Pollan.[4]

## Hintergrund
Der Film wurde im Herbst 1991 in New York City gedreht. Seine Weltpremiere fand am 17. Juli 1992 anlässlich des Cannes Film Festivals statt. Produziert wurde der Spielfilm von Propaganda/Sandollar/Isis und ist im Verleih von PolyGram/Hollywood Pictures/Touchwood Pacific Partners. James Gandolfini hatte als Schutzgelderpresser seinen ersten Auftritt in einer Hollywood-Produktion.